# Buszcza
Buszcza – struga w powiecie lubaczowskim, lewy dopływ Łówczanki o długości 16,7 km.
W miejscu dzisiejszego osiedla w Gorajcu, wzdłuż strugi niegdyś znajdowały się niewielkie zabudowania o nazwie Buszcza.

## Przebieg
Źródła Buszczy znajdują się w lesie ok. 1,5 km na północ od Nowego Brusna w gminie Horyniec-Zdrój. Struga płynie w kierunku zachodnim. Podczas swojego biegu przepływa przez tereny leśne oraz rolne w gminie Cieszanów nieopodal miejscowości Dąbrówka, Gorajec, Kowalówka, Żuków oraz Nowy Lubliniec. Kończy swój bieg wpadając do Łówczanki. 
Struga nie posiada żadnych znaczących dopływów.